# Sudamerlycaste cobbiana
Sudamerlycaste cobbiana là một loài thực vật có hoa trong họ Lan. Loài này được (B.S.Williams) Archila mô tả khoa học đầu tiên năm 2002.

## Hình ảnh

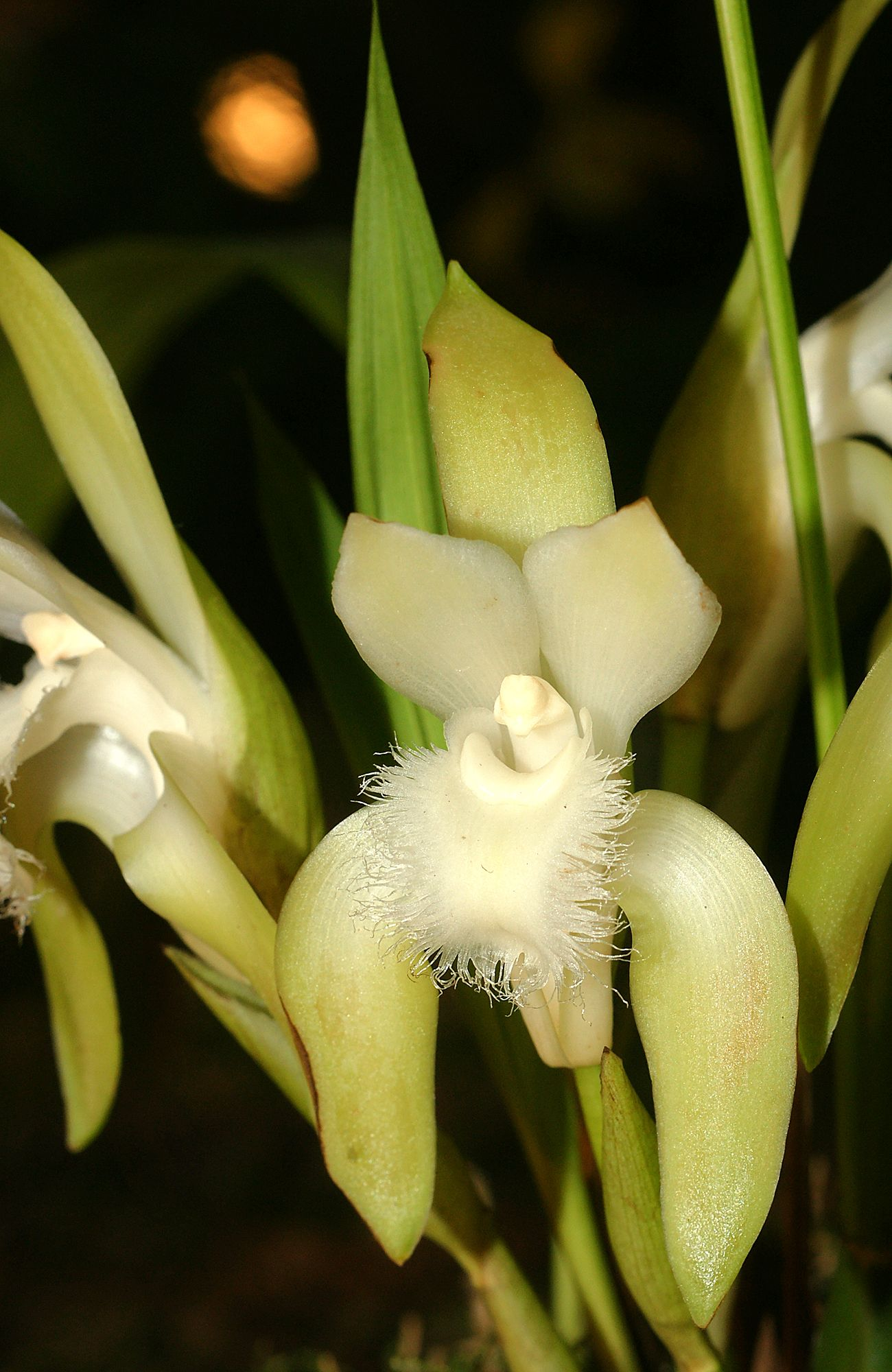
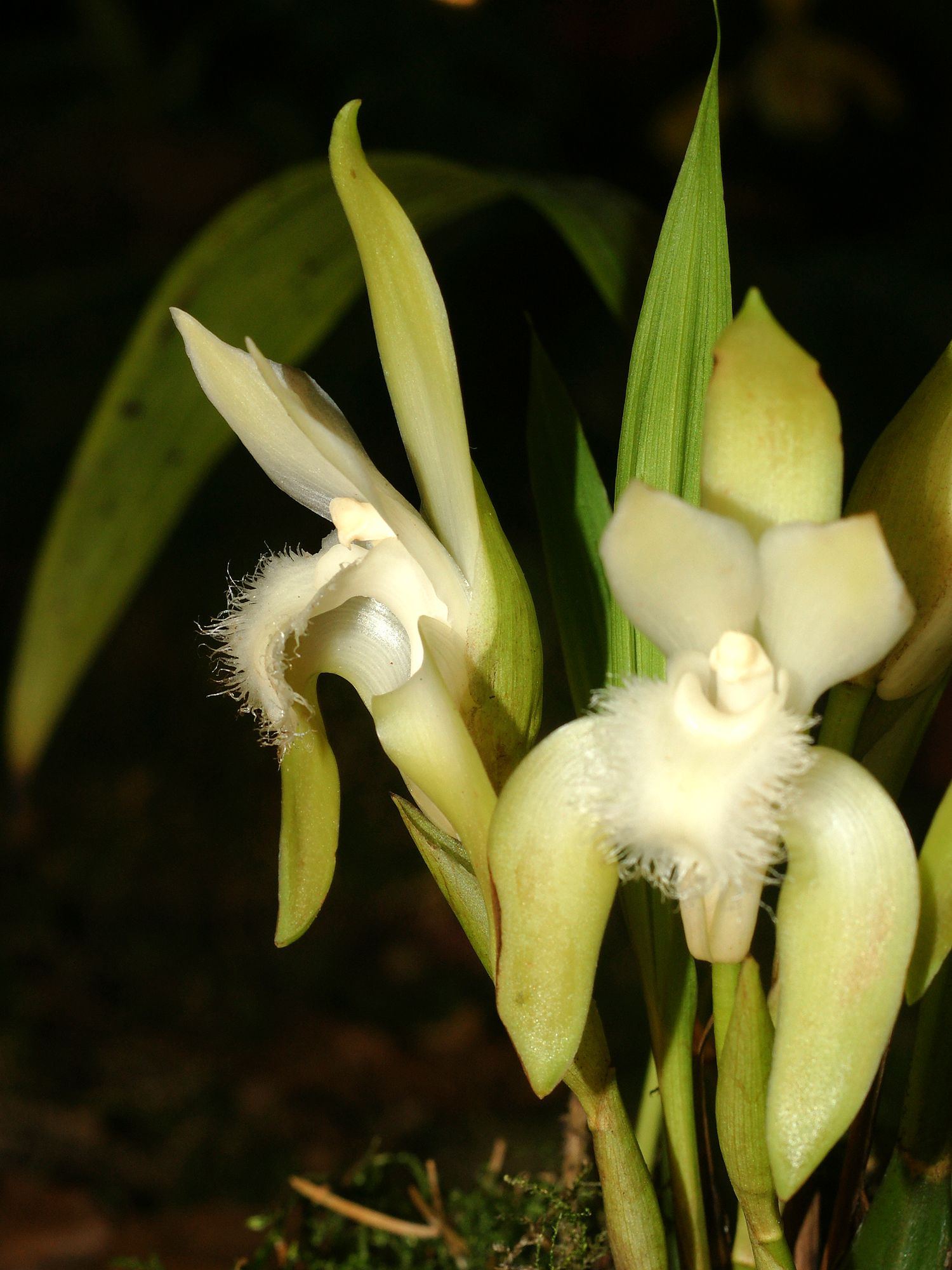